# Ciceu-Giurgești
Ciceu-Giurgești é uma comuna romena localizada no distrito de Bistrița-Năsăud, na região histórica da Transilvânia. A comuna possui uma área de 53.01 km² e sua população era de 1737 habitantes segundo o censo de 2007.